# Аніщенко Андрій Анатолійович
Андрій Анатолійович Аніщенко (нар. 16 квітня 1975, Харків, УРСР) — український футболіст, що виступав на позиціях захисника та півзахисника. Після завершення кар'єри гравця — футбольний тренер.

## Кар'єра гравця
Футбольну кар'єру розпочав у 1993 році в харківському «Олімпіку», однак в серпні 1993 року перейшов у херсонську «Таврію». У 1994 році виїхав до Білорусі, де виступав у першоліговому могильовському «Трансмаші». По ходу сезону 1994/95 років повернувся в «Артанії», а після реорганізації клубу в 1995 році виїхав до Росії, де виступав у самарських «Крилах Рад». Восени 1996 року виступав у харківському «Металісті». На початку 1997 року підписав контракт з криворізьким «Кривбасом», а 17 березня 1997 року дебютував у Вищій лізі в поєдинку з маріупольським «Металургом». Влітку 2003 року повернувся до Харкова, де виступав у місцевих клубах «Арсенал» та «Геліос». Влітку 2008 року завершив кар'єру гравця.

## Кар'єра тренера
По завершення кар'єри гравця розпочав тренерську діяльність. Допомагав тренувати молодіжну команду харківського «Металіста».

## Досягнення

### Як гравця
- Вища ліга чемпіонату України
  -  Бронзовий призер (2): 1998/99, 1999/00

- Перша ліга чемпіонату України
  -  Срібний призер (1): 2004/05

### Відзнаки
- У списку 33 найкращих футболістів України: 1999 (центральний захисник № 3)